# Wereldkampioenschap voetbal 2018 (Groep G) België - Panama
Dit artikel gaat over de wedstrijd in de groepsfase in groep G tussen België en Panama die gespeeld werd op maandag 18 juni 2018 tijdens het wereldkampioenschap voetbal 2018. Het duel was de dertiende wedstrijd van het toernooi.

## Voorafgaand aan de wedstrijd
- België stond bij aanvang van het toernooi op de derde plaats van de FIFA-wereldranglijst.[1]
- Panama stond bij aanvang van het toernooi op de vijfenvijftigste plaats van de FIFA-wereldranglijst.[2]
- De confrontatie tussen de nationale elftallen van België en Panama vond nog nooit eerder plaats.[3]
- Het duel vond plaats in het Olympisch Stadion Fisjt in Sotsji. Dit stadion werd in 2013 geopend en heeft een capaciteit van 47.659.

## Wedstrijdgegevens[4]
| Datum                | 18 juni 2018                                                                                      | 18 juni 2018                                                                                      |
| Wedstrijdnummer      | 13                                                                                                | 13                                                                                                |
| Stadion              | Olympisch Stadion Fisjt, Sotsji                                                                   | Olympisch Stadion Fisjt, Sotsji                                                                   |
| Toeschouwers         | 43.257                                                                                            | 43.257                                                                                            |
| Scheidsrechter       | Janny Sikazwe                                                                                     | Janny Sikazwe                                                                                     |
| Assistenten          | Jerson dos Santos Zakhele Siwela                                                                  | Jerson dos Santos Zakhele Siwela                                                                  |
| Vierde official      | Ryuji Sato                                                                                        | Ryuji Sato                                                                                        |
| Videoscheidsrechters | Bastian Dankert Sander van Roekel (assistent) Felix Zwayer (assistent) Danny Makkelie (assistent) | Bastian Dankert Sander van Roekel (assistent) Felix Zwayer (assistent) Danny Makkelie (assistent) |
| Man van de wedstrijd | Romelu Lukaku                                                                                     | Romelu Lukaku                                                                                     |
|                      | België                                                                                            | Panama                                                                                            |
| Doelpunten           | 3                                                                                                 | 0                                                                                                 |
| Gele kaarten         | 3                                                                                                 | 5                                                                                                 |
| Rode kaarten         | 0                                                                                                 | 0                                                                                                 |
| Wissels              | 3                                                                                                 | 3                                                                                                 |
| Schoten op doel      | 6                                                                                                 | 2                                                                                                 |
| Schoten naast doel   | 7                                                                                                 | 4                                                                                                 |
| Overtredingen        | 17                                                                                                | 18                                                                                                |
| Hoekschoppen         | 9                                                                                                 | 3                                                                                                 |
| Buitenspel           | 1                                                                                                 | 2                                                                                                 |
| Balbezit (%)         | 62                                                                                                | 38                                                                                                |

| België | 3 – 0           | Panama |
| Dries Mertens 47' (Kevin De Bruyne) Romelu Lukaku 69' (Eden Hazard) Romelu Lukaku 75' | goals (assists) | |
| Roberto Martínez | bondscoach      | Hernán Darío Gómez |
| Thibaut Courtois Toby Alderweireld Dedryck Boyata Jan Vertonghen Thomas Meunier Kevin De Bruyne Axel Witsel 90' Yannick Ferreira Carrasco 74' Dries Mertens 83' Romelu Lukaku Eden Hazard | opstellingen    | Jaime Penedo Michael Murillo Román Torres Fidel Escobar Eric Davis 63' Edgar Barcenas Armando Cooper Gabriel Gómez Anibal Godoy 63' José Luis Rodríguez 73' Blas Pérez |
| Mousa Dembélé 74' Thorgan Hazard 83' Nacer Chadli 90' | wissels         | 63' Ismael Díaz 63' Gabriel Torres 73' Luis Tejada |
| Thomas Meunier 47' Jan Vertonghen 59' Kevin De Bruyne 88' | gele kaarten    | 18' Eric Davis 45+2' Edgar Barcenas 49' Armando Cooper 51' Michael Murillo 57' Anibal Godoy                                                                            |
| | rode kaarten    | |